# Max H. Müller Brinker Eisenwerk Hannover-Brink

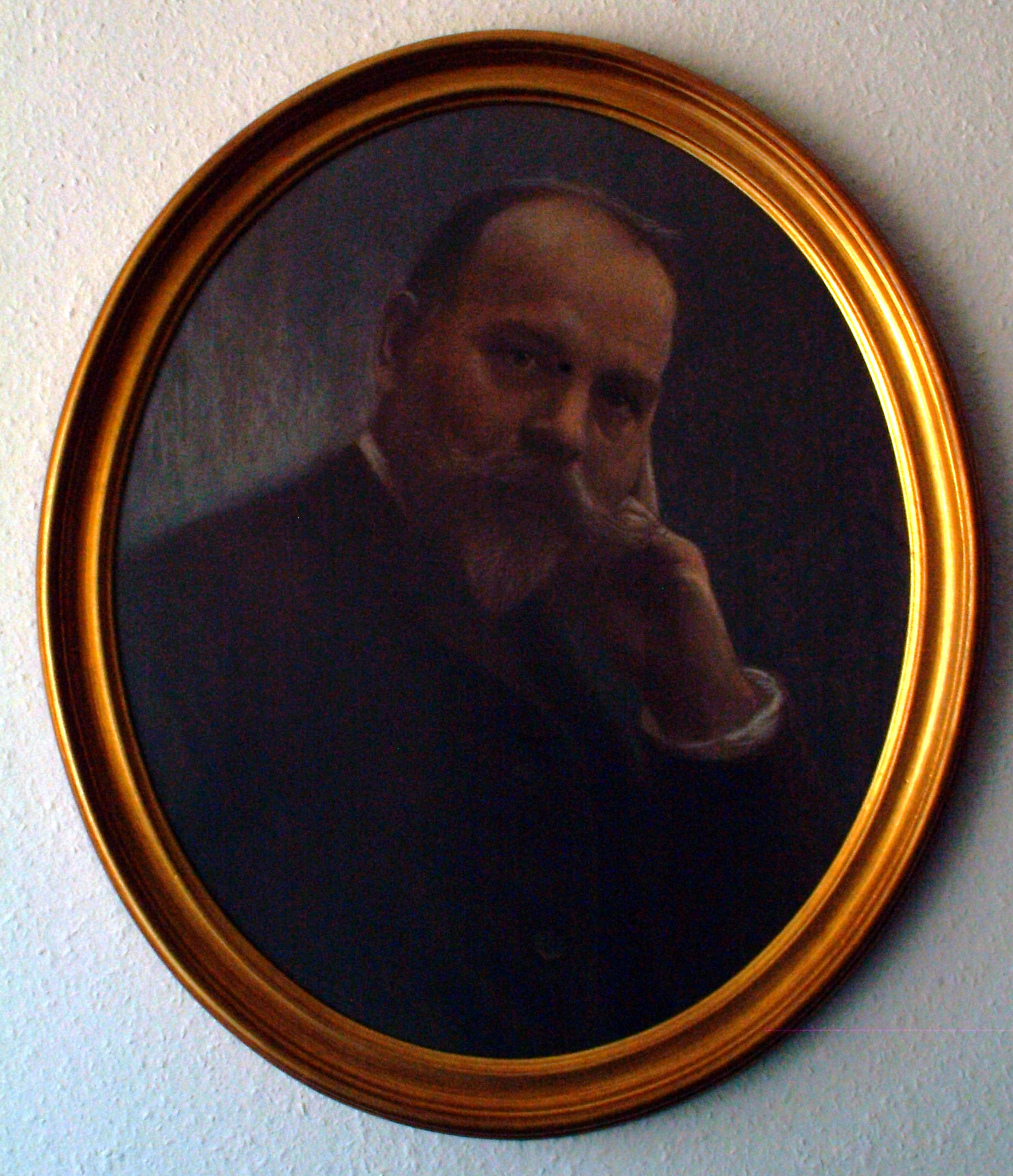
Max Müller der Erste 1850–1912

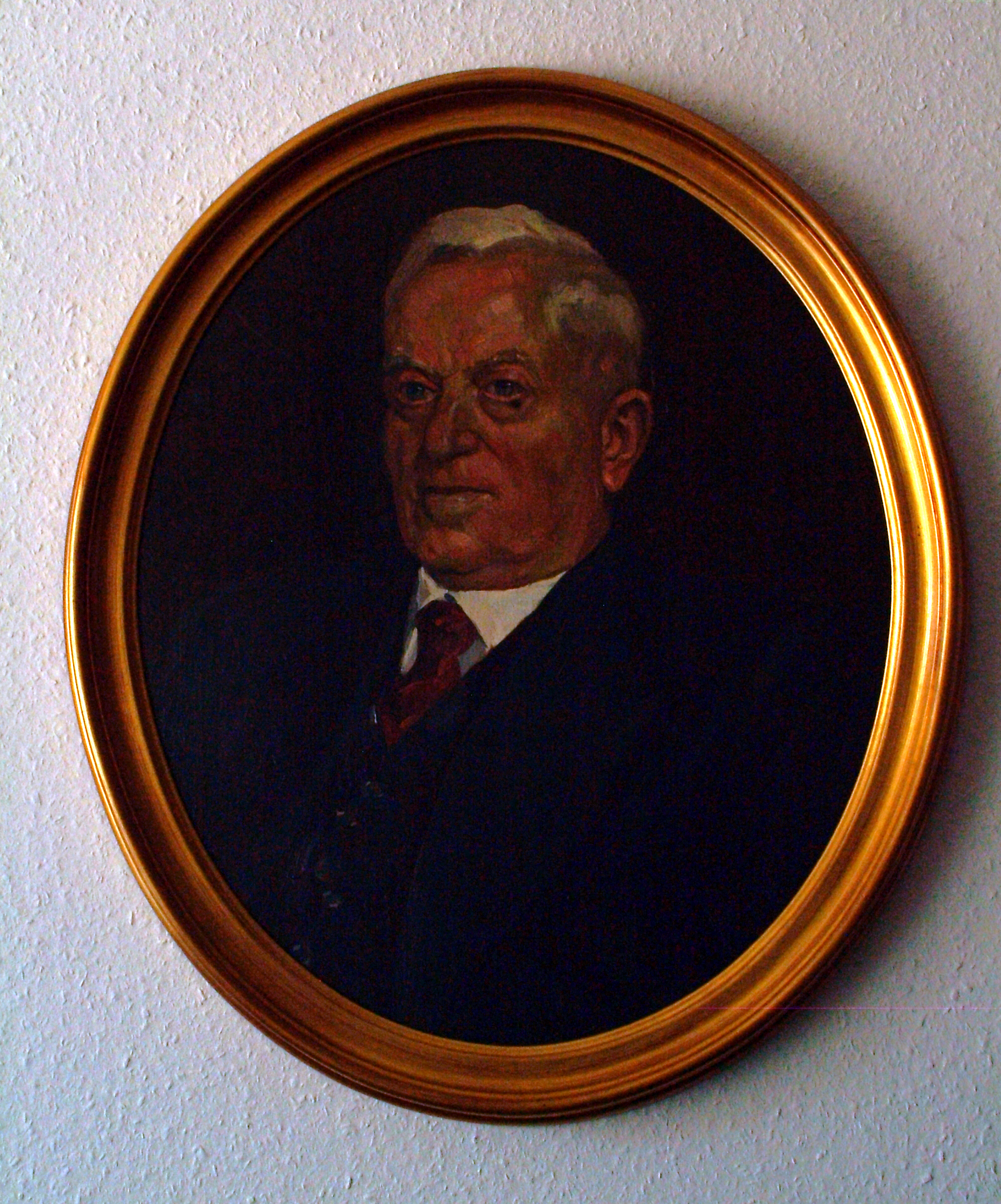
Max Müller der Zweite 1873–1952

Das Unternehmen Max H. Müller Brinker Eisenwerk Hannover-Brink wurde 1915 in Hannover-Brink-Hafen gegründet. Es stellte Komponenten für Lokomotiven, Rüstungsgüter, Werkzeugmaschinen und andere Industriegeräte her. Es bestand bis zum Jahr 2006.

## Erste Jahre
Das Unternehmen wurde 1915 als Erweiterung des väterlichen Betriebs „Max Müller Maschinen- und Formenfabrik“ von den Brüdern Max Müller II. (* 4. August 1873 in Altona; † 15. Juni 1952 Steinhude) und Gustav Müller (1877–1943) in Hannover-Brink-Hafen gegründet. Der Betrieb betätigte sich von Anfang an in der Produktion von Rüstungsgütern. Auf Grund von Erbstreitigkeiten wurde Gustav Müller um 1920 Alleininhaber und Max Müller II. der alleinige Inhaber des Eisenwerks in Brink. Es wurde vereinbart, das Max Müller II. für die Dauer von 20 Jahren keine mit dem Fertigungsprogramm des Bruders konkurrierenden Maschinen herstellen durfte.
In den Jahren 1918 bis 1920 war die Reparatur von kriegsbedingt stark beanspruchten Lokomotiven eine der Haupteinnahmequellen, die im Auftrag der Reichsbahndirektion Hannover durchgeführt wurden. Dies betraf insbesondere die Arbeiten an abgenutzten Oberbaustoffen wie Laschen und Hakenplatten, wozu die erforderlichen Sondermaschinen im Werk konstruiert und hergestellt wurden. Diese Tätigkeit sorgte selbst in den Jahren der Weltwirtschaftskrise von 1930 bis 1933 für eine so hohe Auslastung, dass teilweise mehrschichtig gearbeitet wurde.

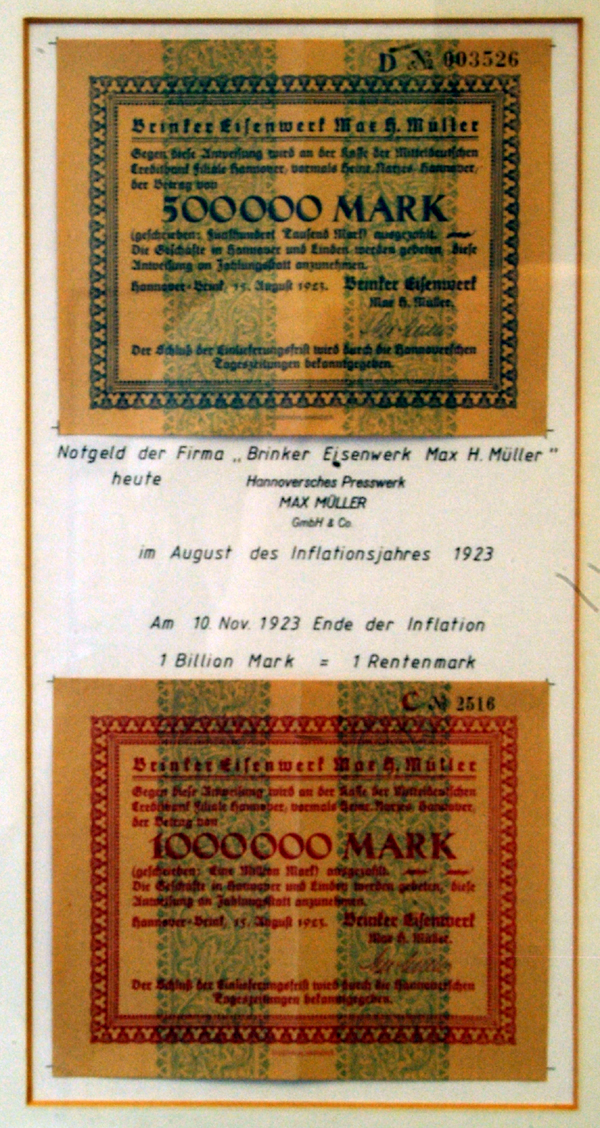
Notgeld der Firma Brinker Eisenwerk Max H. Müller August 1923

## 1930er Jahre
1932 begann mit der Anschaffung einer Stumpfschweißmaschine die Aufarbeitung von stählernen Gleisschwellen. Zur selben Zeit wurden auch Gleiseggen in die Produktion aufgenommen und eine Schwellenschweißerei eingerichtet. Ein  Patent für die Aufarbeitung der Laschen führte zu einer Monopolstellung und dem Abschluss von Lizenzverträgen mit Unternehmen in Polen, Dänemark, England, der Schweiz und den Niederlanden. Das nationale Bahngeschäft blieb bis 1998 das wesentliche Geschäftsfeld des Unternehmens. Im Mai 1930 trat der Sohn von Max Müller II., Max Müller III. (* 4. September 1904 Hannover; 16. Januar 1987 ebenda) in die Firma ein.

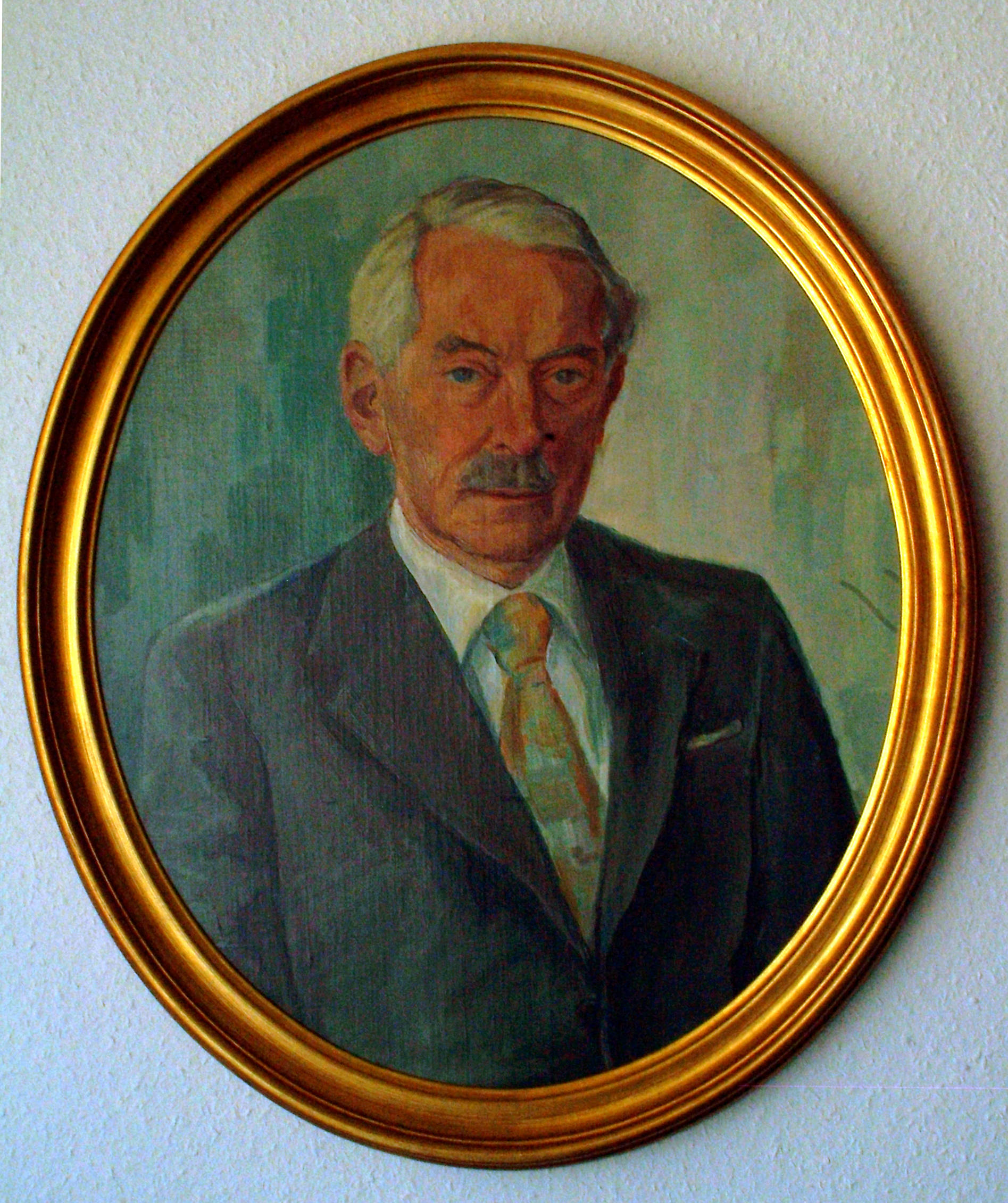
Max Müller 1904–1987

Ab Oktober 1934 wurde in Hannover die Produktion von Artilleriemunition des Kalibers 37 mm bis 380 mm begonnen, wobei auf das Produktions-Know How des Bochumer Vereins zurückgegriffen werden konnte. Die für die Produktion erforderlichen Maschinen wurden im Unternehmen des Schwiegervaters von Max Müller II., Hermann Wohlenberg, hergestellt.
Auf Betreiben des Reichsluftfahrtministeriums, das in Hannover ein Flugzeugreparaturwerk errichten lassen wollte, erwarb das Unternehmen 1935 das Gelände der Firma Koebe, ehemals die Firma der Gebrüder Issen, die eine Eisengießerei und Maschinenfabrik betrieben hatten. Dort entstand nach teilweisem Abriss der Bestandsgebäude das sogenannte Werk II und auf dem Gelände des naheliegenden Flughafen Vahrenwald eine Halle für die Endmontage der Flugzeuge und den Einflugbetrieb, genannt Werk III. Im Oktober 1936 wurde das erste Reparaturflugzeug angeliefert, eine Heinkel He 46. Reparaturaufträge umfassten neben diesem Typ auch Heinkel He 51, Junkers Ju 52, Junkers Ju 86 und Dornier Do 17
Im Jahr 1939 erhielt das Unternehmen von der Gesellschaft für Luftfahrtanlagen, einer Unterabteilung des Luftfahrtministeriums, den Auftrag, ein Lagerhaus für Ersatzteile der Flugzeuge des Typs Dornier Do 215 und 217 zu bauen. Dafür erwarb es ein 3 ha großes Grundstück in Brink und errichtete auf einem 1 ha großen Teilstück ein Lagerhaus.
Parallel dazu lief der Ausbau der Rüstungsfertigung im Stammwerk. Dort wurden 8-cm-Granatwerfer und 3,7-cm-U-Boot-Flakgeschütze produziert.
Max Müller III. überzeugte seinen Vater davon, dass eine Konzentration auf Staatsaufträge Risiken berge und das Unternehmen auch am freien Markt tätig sein sollte. 1937 erhielt er die Einwilligung für den Bau von Werkzeug- und Fräsmaschinen. 1938 wurde der Bau einer Montagehalle begonnen und diese mit Geräten ausgestattet. Ende 1938 ordnete die Kriegsmarine aber die Nutzung der Anlage für ihre Zwecke an.
Durch den schnellen Aufbau der Luftwaffe wurde bei vielen jungen Leuten das Interesse für den Flugzeugbau geweckt und das Unternehmen hatte zunächst keine Schwierigkeiten Arbeitskräfte zu gewinnen. Auch wurden aus der Flugzeugindustrie Ingenieure und Meister abgeworben. Durch den Aufbau der Wehrmacht und das Wachstum der deutschen Industrie wurden die Arbeitskräfte aber zunehmend knapp. Ende 1938 wurde eine größere Gruppe rückgeführter Deutscher aus Brasilien, die sogenannten Grünhemden, angestellt. Zur Unterbringung von deren Familien wurde die Gemeinnützige Siedlungs-Gesellschaft Langenhagen gegründet. Bis 1942 wurdend annähern 400 Wohnungen errichtet und an Werksangehörige vermietet.
Im August 1939 zählte die Belegschaft im Stammwerk und Werk II jeweils 1000 Mann. Für die Aufträge der Deutschen Reichsbahn waren rund 20 % der Belegschaft tätig, die übrigen Mitarbeiter waren mit Wehrmachtsaufträgen belegt.

## Im Zweiten Weltkrieg
Um die Produktion trotz der Einberufung von Arbeitern zum Kriegsdienst aufrechtzuerhalten, wurden in den ersten Kriegswochen Frauen aus Fischfabriken an der Nordsee dem Unternehmen zugewiesen und im Flugzeugbau eingesetzt. Des Weiteren kamen zahlreiche Facharbeiter aus den übrigen Teilen Deutschlands, die auf Anweisung der Arbeitsämter dienstverpflichtet waren. Zur Unterbringung der Arbeiter und ihrer Familien errichtete der Reichsarbeitsdienst Baracken.
Kurz nach dem Westfeldzug von 1940 wurden dem Unternehmen ausländische Arbeitskräfte zugewiesen, vornehmlich Belgier und Franzosen, sowohl Zivilarbeiter wie auch Kriegsgefangene. Ende 1941 erhielt das Unternehmen hunderte von russischen Zivilarbeiter, Männer und Frauen. Diese Menschen hatten zum Teil einen zweiwöchigen Transport in Güterwaggons hinter sich und waren in einem schlechten Zustand. Insgesamt waren rund 700 Zwangsarbeiter beschäftigt.
Die Unternehmensführung war bemüht die Belegschaft gleichmäßig zu behandeln, unabhängig davon, ob es sich um Deutsche, Holländer, Belgier, Franzosen, Russen, Jugoslawen, Italiener (italienische Offiziere nach dem Badoglio-Putsch) oder Polen handelte. Allerdings wird diese Behauptung Aussage durch das Tagebuch des Ex-Militärinternierte Paolo Baldessarro widerlegt. Die Behandlung der Zwangsarbeiter führte auch dazu, dass es nach der Einnahme Hannovers durch die alliierten Streitkräfte keine Plünderungen, Ausschreitungen oder Misshandlungen von Werksangehörigen durch ehemalige Zwangsarbeiter des Unternehmens gab.
Im Sektor Munitionsherstellung bekam das Unternehmen den Auftrag, Sondergeschosse für die Bekämpfung der Maginot-Linie herzustellen. Diese 21 cm BE-Granaten hatten eine gehärtete und verstärkte Spitze um die Panzerwerke der französischen Grenzbefestigung zu zerschlagen. Im Stammwerk wurde im Anschluss an den Frankreichfeldzug die Produktion von Panzerwagenkanonen Kaliber 5 cm forciert, da sich die bisherige Ausstattung mit 3,7-cm-Geschützen als unzureichend erwiesen hatte.
Kurz nach der Besetzung von Paris fuhr Max Müller III. mit einer Kommission nach Frankreich und besichtigte Betriebe der französischen Kriegsmarine. Sein Unternehmen übernahmen in den sogenannten Arbeitskreisen, Unternehmenszusammenschlüssen auf Betreiben des Heereswaffenamtes, die Führung der Gruppen der Gruppe 3,7 cm Marineflak und später auch in der Gruppe 8,8 cm U-Boot-Kanonen. Die Fertigung der U-Boot-Kanonen erfolgte in der Firma „La Précision Moderne“ in Paris. Zudem übernahmen die Müller Brinker Eisenwerke die Firma SABCA, ein Flugzeugwerk in Belgien, um dort Aufträge für die deutsche Luftwaffe auszuführen. Betriebsstätte war eine ehemalige Linoleumfabrik im Brüsseler Hafen. Übernommen wurde auch ein sogenannter Frontreparaturbetrieb nördlich von Oslo in einer früheren Luftwaffenfabrik der norwegischen Heeresverwaltung. Beschäftigt wurden in Norwegen etwa 700 Mann, in Belgien 1300 und in Frankreich in Paris und Vierzon 1200 Mann. Die gesamte technische Steuerung von Material und Aufträgen, die Zuteilung von Werkstoffen und Verrechnung und Zahlung erfolgte von Hannover aus.
Ende 1941 erhielt Max Müller III. den Auftrag, alle Einrichtungen für die Fertigung der 5-cm-Kanonen zu verschrotten seien, da diese Waffen nicht mehr verwendet würden, worauf Müller mit Protest reagierte. Die großen Verluste an Ausrüstung im folgenden Winter führten zu einer kurzen Wiederaufnahme der Produktion des Waffentyps, die aber bald angesichts der geringen Wirksamkeit gegen sowjetische Panzer wieder eingestellt wurde. Das Unternehmen erhielt nun den Auftrag, monatlich 40.000 Panzergranaten des Kalibers 88 mm herzustellen. Im Jahr 1943 übertrug Max Müller II. die Führung des Gesamtbetriebes auf seinen Sohn Max Müller III.
Im September 1943 kam es zu den ersten schweren Luftangriffen auf Hannover. Bei einem Nachtangriff der britischen Luftwaffe wurde das Werk II schwer getroffen und brannte fast vollständig nieder. Zur Ausweitung der Fertigung waren im Jahr 1942 zwei neue Hallen gebaut worden, Halle 6 mit etwa 6000 m² und Halle 5 mit rund 4000 m². Halle 6, die aus Materialmangel eine Holzdachkonstruktion hatte, war vollständig niedergebrannt. Nach sechs Tagen wurde die Geschossproduktion in der Halle wieder aufgenommen.
Die sich verstärkenden Luftangriffe im Jahr 1944 führte auch bei Müller Brinker zur Verlagerung von Unternehmensteilen. So wurden die Werkzeugmacherei und der Vorrichtungsbau nach Rohrsen bei Hameln verlegt. Ein Teil des Flugzeugbetriebes des Werks II wurde nach Bodenwerder an die Weser und der Einflugbetrieb nach Wunstorf ausgelagert. Die Geschützfertigung ging nach Freden an der Leine in eine ehemalige Ölmühle.
Im September 1944 erhielt Max Müller III. vom Hauptausschuss Schiffsbau den Auftrag, die bombenzerstörten Deutschen Werke Kiel und die Kruppsche Germaniawerft in Kiel schnellstens wieder aufzubauen. Müller gelang es, unterstützt durch Vollmachten, die der Staatssekretär im Reichsministerium für Rüstung und Kriegsproduktion Karl-Otto Saur innehatte, die Produktion der U-Boot Typ XXI wieder anlaufen zu lassen. Zudem wurde die Herstellung des Kleinst-U-Boots Seehund im Oktober 1944 eingeleitet.
Am 15. Dezember 1944 wurde das nördliche Industriegebiet Hannovers durch einen Tagesangriff der Amerikaner schwer beschädigt. Eine Sprengbombe zerstörte einen 12 m langen Stoßofen komplett, die Reste der nicht verlagerten Werkzeugmacherei und das Lehrenhaus wurden ebenfalls völlig zerstört. Auch Werk II war schwer beschädigt. Nach weniger als einer Woche lief die Produktion wieder auf vollen Touren.
Am 10. Januar 1945 wurde das Werk II durch einen erneuten Luftangriff fast vollständig zerstört. Dabei wurde auch die Werkssiedlung getroffen. Von 250 Wohnungen blieben sechs erhalten, weiter sechs konnten mit relativ geringem Aufwand wiederhergestellt werden.

## Nach 1945
Am 10. April 1945 um 10:00 Uhr wurde das Werk von amerikanischen Soldaten besetzt. Am nächsten Tag wurde das Privathaus von Max Müller III. von amerikanischen Soldaten requiriert. Am 12. April erfolgte ein Verhör des Inhabers durch englische und amerikanische Offiziere. In diesem Gespräch erfuhr Müller, das zwei als Holländer getarnte englische Offiziere des Geheimdienstes zwei Jahre im Unternehmen tätig gewesen waren. Wenige Tage später erhielt Müller Brinker die Genehmigung, mit etwa 200 Mann Reparaturarbeiten an öffentlichen Einrichtungen Hannovers auszuführen, etwa am Schlachthof und am Hauptpostgebäude.
Die Unternehmensführung erfuhr, dass die Engländer das Werk II beschlagnahmen wollten. Daraufhin begann der Abtransport von Material ins Werk I. Kurz darauf besetzten die Engländer unter Führung von Major Harland, Mitinhaber der Werft Harland & Wolff Ltd., Werk II. Harland hatte den Befehl, dort ein Sammeldepot für Kriegsbeute einzurichten und diese nach England zu bringen. Im August wurde Max Müller III. von einem Militärgericht unter dem Vorsitz Harlands verurteilt, weil er der Anordnung nicht nachgekommen sei, mit einigen Hundert Mitarbeitern im Werk II zu erscheinen. Er wurde zu 9 Monaten Gefängnis verurteilt, von denen er fünf Wochen absaß.
Mittlerweile waren ehemalige Werksangehörige, die zur Wehrmacht eingezogen waren, zurückgekehrt und das Unternehmen begann wieder zu produzieren. Die wertvollsten Maschinen waren von den Engländern abtransportiert worden. Aus den vorhandenen Materialbeständen wurden Töpfe und Dachbekleidungen aus Leichtmetall hergestellt. Mit zugeteiltem Material wurden Arbeiten an öffentlichen Gebäuden und Einrichtungen erledigt. Für die Reichsbahn wurden Transportbehälter repariert und im Werk Freden die Fertigung von Ersatzteilen für Lokomotiven aufgenommen. Ferner wurde Dosenverschlussmaschinen hergestellt. Parallel dazu räumte die Belegschaft Schutt und Bombentrümmer und gewann daraus Baumaterial, um die Produktionsgebäude wiederherzurichten.
Anfang Oktober 1945 wurde Max Müller III. von der Militärregierung mitgeteilt, dass er entlassen sei und das Werk nicht mehr betreten dürfe. Nach den Verhandlungen vor dem Entnazifizierungsausschuss wurde er in die Gruppe der Minderbelasteten eingestuft. Im Jahr 1946 verbot die britische Militärregierung die Firmierung „Max H. Müller Brinker Eisenwerk“. Im folgenden Jahr wurde die Firma umbenannt in „Hannoversches Presswerk Max Müller GmbH & Co.“

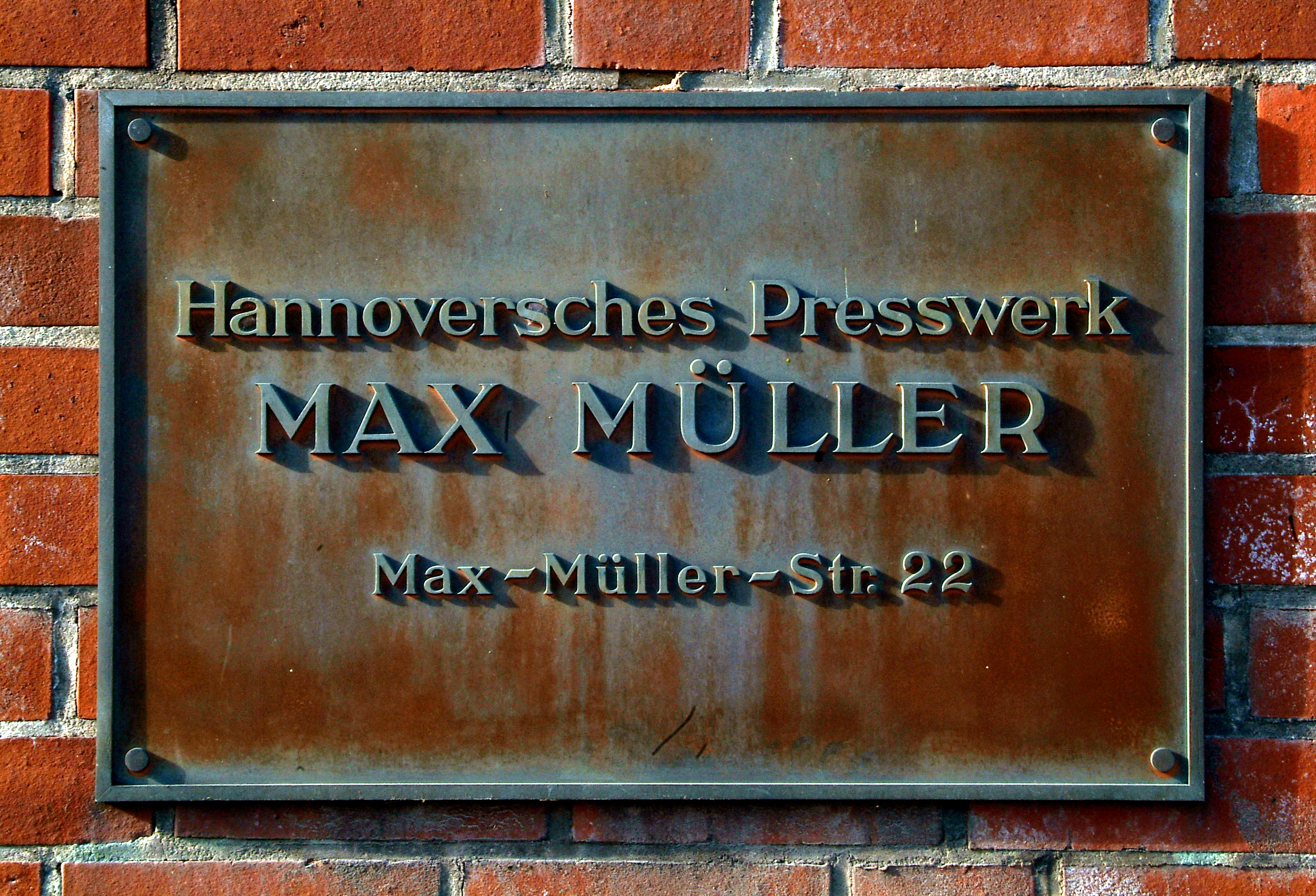
Firmenschild

Im Jahr 1946 wurden alle Transportmittel, Kräne, Dampfleitungen, Heizungsrohre demontiert und verschrottet. Mitarbeiter vergruben Prüfgeräte und Werkzeuge, um sie vor der Vernichtung zu bewahren.
Anfang 1948 begann die Fertigung von kleinen Drehbänken. Das Unternehmen erwarb Zeichnungen und Material für ein Dutzend Maschinen von den Alexanderwerken mit der Zusicherung, nach der zu erwartenden Währungsreform mehrere Maschinen zu liefern. Die Fertigung begann in Freden und Ende 1948 wurden die ersten Maschinen ausgeliefert. Die Vertrieb übernahm die Vertriebsgesellschaft Wohlenberg & Co. unter der Leitung von Kurt Vetter, eines Schwagers von Max Müller II. Nachdem man die ersten 60 Maschinen abgesetzt hatte, erklärte die Firma Gebr. Boehringer, dass diese Maschinen eine Konkurrenz innerhalb des Vereinigten Drehbankfabriken darstellen würden und Firma Wohlenberg & Co. wurde gebeten des Vertrieb dieser Maschinen einzustellen. Der Ausfall dieses Vertriebsweges führte zu erheblichen Absatzschwierigkeiten und zwang zum Aufbau eines eigenen Vertriebsnetzes.
Mit der Währungsreform wurde am 20. Juni 1948 Auftraggebern die Möglichkeit gegeben, ältere Aufträge zu stornieren, wovon die „Deutsche Reichsbahn im Vereinigten Wirtschaftsgebiet“ der Trizone Gebrauch machte. Das Hannoversche Presswerk hatte damit große Bestände an Lokomotivzylindern und anderen Ersatzteilen, die nun nicht zu verkaufen waren. Diese Vorräte konnten mit Verlust an die Betriebsvereinigung der Südwestdeutschen Eisenbahnen (SWDE) in Speyer veräußert werden.

## Ab 1948
Von Ende 1948 bis 1957 wurden Fräsmaschinen für die Firma Biernatzki, Mannheim, gebaut. Die anschließenden Aufgabe des Baus von Standardwerkzeugmaschinen hing mit der Konkurrenz aus den Ostblockstaaten zusammen, die die Preise auf dem internationalen Markt stark gedrückt hatten. Noch während der Aufbauzeit wurden einige Großaufträge aus dem Ausland für die Einrichtung von Munitionsfabriken gesichert. Den größten Auftrag über 60 Maschinen erhielt das Unternehmen von der Firma Cockerill aus Lüttich. Weitere Aufträge kamen aus Griechenland, Belgien, Schweden und Portugal.
Im Jahr 1949 bekam das Hannoversche Resswerk von der Firma Pintsch-Electro aus Konstanz eine Druckschrift, in der eine Regeleinrichtung für Gleichstrommotoren angeboten wurde. Daraus entwickelte das Unternehmen eine Steuerung für Drehmaschinen, die das Arbeiten mit konstanter Schnittgeschwindigkeit zulässt. Die erste Maschine mit diesem Tronomat genannten Antrieb und dem Markennamen Eltromatic wurde auf der technischen Messe in Hannover im Jahr 1950 vorgestellt.
Ende 1950 entschloss man sich, die Produktion aus dem Werk Freden nach Hannover zu überführen, was Anfang 1951 umgesetzt wurde. In dieser Zeit wurden auch auf Vermittlung des Generaldirektors der Hanomag, Otto Merker, behelfsmäßig mehrere hundert Motorblöcke für die Traktorenproduktion der Hanomag produziert.
Ende 1951 wurde die Vermögenssperre nach Militärgesetz 52 aufgehoben. Am 15. Juni 1952 verstarb Max Müller II. Das Werk II und die Hallen am Flughafen blieben bis 1955 durch die Militärregierung beschlagnahmt. 1957 wurde die Firma „Max Müller Brinker Maschinenfabrik“ gegründet, das sich auf die Fertigung von Hochleistungs-Produktionsmaschinen mit automatischer Steuerung konzentrierte. Aus der Idee, einen Kreuzschienenverteiler als Steuerorgan zu verwenden, entstand dann die Steuerung Eltropilot. Die Firma war einer der führenden Hersteller von NC-gesteuerten Drehmaschinen. 1971 wurde sie an die Gildemeister AG in Bielefeld verkauft.
Im selben Jahr übernahm Max Müller III. nach dem Tod seines Schwagers Kurt Seyderhelm die Geschäftsführung der „Max Müller Maschinen und Formenfabrik“, der Firma der Hainholzer Familienseite. Es wurde in Maschinen investiert und neue Vertriebswege erschlossen, finanziert auch durch den Verkauf der Hainholzer Grundstücke. Gemeinsam mit seinem Sohn Max Müller IV. (* 6. Mai 1935 in Hannover), der seit 1973 das Hannoversche Presswerk leitete, wurden Gebäude in der Max-Müller-Straße errichtet, und im Oktober 1983 erfolgte der Umzug von Hainholz auf das Grundstück des Hannoverschen Presswerks. Mit 79 Jahren gab Max Müller III. die Geschäftsleitung am 1. April 1984 an seinen Sohn Max Müller IV. ab. Am 1. Januar 1988 trat sein zweiter Sohn Hans (* 12. Januar 1939 in Hannover; † 14. Oktober 2002 ebenda) in die Geschäftsleitung des Unternehmens ein.
1989 erwarb Max Müller IV. die 1846 gegründete „Kattentidt’sche Eisengießerei und Maschinenfabrik“, eine der ältesten Maschinenfabriken in Niedersachsen, und schloss deren Betriebsstätte in Hildesheim, um Kattentidt in die Firmengruppe Max Müller zu integrieren.
1993 erwarb das Unternehmen aus einer Insolvenz die im Jahre 1919 unter dem Namen Herbort, Kricheldorff & Brüser in Braunschweig gegründete Maschinenfabrik, die Maschinen für die Konservenindustrie produzierte. Der Standort Braunschweig wurde aufgegeben, und ein Jahr später zog der Betrieb mit der restlichen Belegschaft nach Hannover in die Max-Müller-Straße um.
1995 wurde Kattentidt mit der Firma Herbort fusioniert. Im Juni 2006 wurde das Unternehmen aus der Firmengruppe ausgegliedert und firmiert unter dem Namen Herbort BVBA am selben Standort.
Die Max Müller Maschinen- und Formenfabrik GmbH & Co. KG wurde 2006 aufgelöst und 2016 aus dem Handelsregister gelöscht.